# Die kurze Geschichte der deutschen Literatur
Die kurze Geschichte der deutschen Literatur ist ein 2002 im Carl Hanser Verlag erschienener, 158 Seiten langer Essay von Heinz Schlaffer. Die These, wonach die deutsche Literatur nur in den Jahren 1770–1830 und 1900–1950 einen eigenständigen Beitrag zur Weltliteratur geleistet habe, erregte eine heftige Debatte im Feuilleton und innerhalb der Germanistik.

## Inhalt
Schlaffer kommt zu der folgenden provokanten Periodisierung der deutschen Literaturgeschichte: 8. Jahrhundert bis Anfang 18. Jahrhundert: missglückte Anfänge, Zustand der Latenz; 18. Jahrhundert: geglückter Anfang; 1770–1830: 1. Höhepunkt; Stagnation im weiteren Verlauf des 19. Jahrhunderts; 1900–1950: 2. Höhepunkt; Nach 1950: geschwächter Fortgang.

### Prämissen
Schlaffer geht in seinem Buch von mehreren Prämissen aus.
Europäischer Kontext. Im „Wettstreit der Nationen“ um die kulturelle Vorherrschaft in Europa zeichnet sich Deutschland fast durchgehend durch kulturelle Verspätung, Rückständigkeit, kulturelle Unterlegenheit aus. Im Hoch-Hochmittelalter (12./13. Jahrhundert) war Frankreich führend, vom 14. bis 16. Jahrhundert war Italien führend, Spanien hatte sein Siglo d’Oro im 16./17. Jahrhundert, der Aufstieg Englands erfolgte im 16. Jahrhundert, unter Ludwig XIV. hatte Frankreich seine Klassik. Als letzte unter den westeuropäischen Literaturen konnte Deutschland mit der deutschen Klassik um 1800 mit den anderen europäischen Nationen gleichziehen, um dann gleich wieder zurückzufallen (Realismus und Naturalismus entstanden in Frankreich und England 20 Jahre früher als in Deutschland). Versteht man unter Nationalliteratur den Zusammenhang der im literarischen Gedächtnis einer Nation lebendig gebliebenen Werke, so besteht eine wirksame literarische Überlieferung in Italien seit dem 14. Jahrhundert (Dante, Petrarca, Boccaccio), in Frankreich, England, Spanien seit dem 15./16. Jahrhundert (Rabelais, Chaucer, Lope de Vega), in Deutschland seit dem 18. Jahrhundert (Lessing, Wieland, Klopstock). Fazit: Die weltliche Kultur in Deutschland reichte an die antiken und westlichen Vorbilder nicht heran.
Diskontinuität. Ein Phänomen in der deutschen Literaturgeschichte ist der Traditionsabbruch. Die Kenntnis der althochdeutschen Dichtung geht nach 1150 verloren, die der mittelhochdeutschen nach 1450, die der frühen Neuzeit nach 1770. Die Geschichte der deutschen Literatur besteht aus einer Serie verlorener Anfänge, ehe es zu einem Anfang kam, der Bestand haben sollte.
Literaturbegriff. Schlaffer legt im Grund unseren „modernen Begriff von Literatur“ als absoluten Maßstab an („Literatur im strengen Sinn ist nur, was ein ästhetisches Vergnügen bereitet“). Alles, was diesem Maßstab nicht genügt (Zweckliteratur, Gelegenheitsdichtung, Tagesliteratur), erscheint aus dieser hohen Perspektive als minderwertig: „Die deutsche Literatur hielt bis 1750 europäischen Maßstäben nicht stand“.
Der deutsche Sonderweg. Schlaffer macht etwas spezifisch Deutsches in der deutschen Literaturgeschichte aus: das wechselnde, doch nie gleichgültige Verhältnis der deutschen Literatur zur christlichen Religion, v. a. zu deren mystischen, protestantischen und pietistischen Richtungen. Keine andere geistige Haltung hat die Bildungsgeschichte der deutschen Intelligenz seit dem Mittelalter und in besonderem Maß seit der Reformation so nachhaltig bestimmt wie die Religiosität.

### Mittelalter: Missglückte Anfänge
Schlaffer sieht die Geschichte der deutschen Literatur im Mittelalter ganz unter dem Aspekt des „Vorsprung des Westens“: Kulturübernahme aus Frankreich, Rückständigkeit, kulturelle Unterlegenheit.
Höfische Literatur. Bei Ritterroman (Artusroman) und Minnesang handelt es sich um eine reine Kulturübernahme aus Frankreich:
"Nicht leicht wäre anzugeben, was man außer der Sprache an diesen importierten Stoffen und Stilen deutsch
nennen könnte". Die Ritterromane hatten keine Wirkung auf die Folgezeit, sie wurden später nicht mehr gelesen, sie waren schnell vergessen. Auch die neue mystische Spiritualität kam aus Frankreich. Schlaffer erläutert sein Urteil am Vergleich der Verhältnisse in Deutschland und Italien: Während in Deutschland selbst die Hauptwerke (Wolfram von Eschenbach, Gottfried von Straßburg, Walther von der Vogelweide) später „der Vergessenheit anheimfielen“, zählen die Hauptwerke der italienischen Literatur (Dante, Petrarca, Boccaccio) ohne Unterbrechung von der Zeit ihrer Entstehung bis in die Gegenwart zu den klassischen Texten der italienischen und europäischen Literatur. Während die italienischen Werke gleich nach der Einführung des Buchdrucks durch das neue Medium verbreitet wurden, erreichen die deutschen Werke (z. B. Minnesang, Nibelungenlied) das „rettende Ufer des Buchdrucks“ nicht. Während in Italien die Autoren in das neue Publikum der patrizischen Kaufleute der italienischen Stadtstaaten eingebunden waren, ist die mittelhochdeutsche Literatur Standesdichtung des Adels. Der Adel in Deutschland geriet im Spätmittelalter nicht nur in die Krise, sondern Hof und Adel wenden sich explizit von der literarischen Kultur ab und bevorzugen nicht-literarische Künste (Architektur, Musik, Feste). Die hochmittelalterliche deutsche Dichtung fällt schon im Verlauf des Spätmittelalters „dem Vergessen anheim“. Dass die Literatur des Mittelalters in Deutschland vergessen war, sieht man auch daran, dass sie im 18. Jahrhundert wie etwas völlig Fremdes wiederentdeckt wurde (Hildebrandslied, Minnesang, Nibelungenlied).
Literatur in der spätmittelalterlichen Stadt. Die Bewohner der spätmittelalterlichen Städte erhoffen sich vom Geschriebenen derbe Unterhaltung, moralische Ratschläge, fromme Hilfe. Literatur dient unter- und außerliterarischen Zwecken: Geistliche und weltliche Aufführungen, didaktische, satirische, spaßhafte Erzählungen, Predigten und Erbauungsbücher, Lieder für alle Gelegenheiten. Unter Zugrundelegung von Schlaffers hohem Dichtungsbegriff handelt es sich hierbei um „Werke und Werkchen von bescheidener Kunstfertigkeit“. Fazit Schlaffer: Das Urteil, dass die deutsche Literatur des Spätmittelalters und der Frühen Neuzeit von minderem Rang sei, muss nicht korrigiert werden.

### 16./17. Jahrhundert: Rückschritt
Europäischer Kontext. Die Reformationswirren (16. Jahrhundert) und der Dreißigjährige Krieg (17. Jahrhundert) verstärken das kulturelle Zurückfallen Deutschlands. Schlaffer resümiert: „Aus der deutschen Literatur dieser Epoche ist nicht viel geworden“. Die kulturelle Unterlegenheit Deutschlands zeigt sich darin, dass es in Deutschland kein Gegenstück gibt zu Frankreich (Ronsard, Rabelais, Montaigne), Italien (Ariost, Tasso), England (Shakespeare). In Frankreich, England, Italien war die Epoche das Zeitalter des beginnenden Absolutismus: Die Höfe fördern Literaten/Literatur. In Deutschland dagegen herrscht ein Desinteresse der Oberschicht, ja geradezu eine Verachtung der deutschen Literatur von Seiten der Führungsschicht. Deutsche Dichtung des 17. Jahrhunderts soll, selbst wenn sie deutsch geschrieben ist, ihre Herkunft aus nicht-deutschen Quellen demonstrieren. Viele Werke geben sich stolz als Übersetzungen oder Nachahmungen zu erkennen. Tragödienstoffe werden der römischen, orientalischen, ja selbst der englischen Geschichte entlehnt, nur nicht der deutschen, weil diese nicht als poesiewürdig anerkannt ist.
Sprache. Diese Verhältnisse spiegeln sich in der Auffassung der Sprache. Während französische und englische Gelehrte selbst für wissenschaftliche Themen vorwiegend Volkssprache verwenden, dominiert in Deutschland das Latein. Dies erschwerte in Deutschland die Bildung einer nationalen Literatursprache. Die kulturelle Unterlegenheit Deutschlands spiegelt sich in der Verachtung der deutschen Sprache nicht nur durch Ausländer, sondern in einer Selbstverachtung der deutschen Sprache von Seiten der Deutschen selbst. In Deutschland war Französisch die Standessprache der Aristokraten, Latein die Sprache der Gelehrten, Deutsch redete man „mit dem Dienstpersonal“. Beredtes Zeugnis für diese Verhältnisse ist der berühmte Ausspruch Kaiser Karl V.: „Mit Gott spreche ich Spanisch, mit den Frauen Italienisch, mit den Männern Französisch, Deutsch aber spreche ich mit meinem Pferd“. Es sollte noch bis zum Anfang des 18. Jahrhunderts dauern, bis Gottsched eine einheitliche deutsche Literatursprache durchsetzen konnte.
Literatur. Der italienische Humanismus konnte in Deutschland aus religiösen Gründen nicht Fuß fassen. Im gesamten 16. Jahrhundert stehen fast alle Veröffentlichungen im Dienst des Glaubenskampfs (Reformation). Das Lob der eigenen Sache und die Schmähung der gegnerischen ist der Zweck der polemischen Tageliteratur von Flugschriften, Satiren, Dialogen, Liedern, Fabeln, Schwänken. Auch hier gilt das Diktum Schlaffers, es handle sich hierbei um „Werke und Werkchen von bescheidener Kunstfertigkeit“. Einziger Lichtblick in Deutschland war die geistliche Dichtung des 17. Jahrhunderts (Friedrich Spee, P. Fleming, P. Gerhardt, Angelus Silesius). Mit ihr zeigen sich die Anfänge eines spezifischen Tons in der Lyrik, der von Anfang des 17. bis ans Ende des 19. Jahrhunderts zu vernehmen ist. Das in der Volkssprache gesungene Kirchenlied ist im 16./17. Jahrhundert eine Gepflogenheit v. a. der Protestanten.

### 18. Jahrhundert: Der geglückte Anfang
Europäischer Kontext. Die anderen europäischen Nationen hatten ihre Klassiken alle schon gehabt. Als letztes der europäischen Länder findet Deutschland zu seinem klassischen Zeitalter. Der Begriff einer „deutschen Klassik“ wurde im 19. Jahrhundert eingeführt, um zu dokumentieren, dass die deutsche Literatur (endlich) mit den Literaturen der anderen europäischen Länder gleichgezogen hatte.
Erster Höhepunkt der deutschen Literatur (1770–1830). In einer Spanne von weniger als 50 Jahren gelingt der deutschen Literatur ein unverhoffter Aufschwung. Deutschland bleibt in seiner Gebundenheit in der Religion befangen. Keine andere geistige Haltung hat die Bildungsgeschichte der deutschen Intelligenz seit der Reformation so nachhaltig bestimmt wie die Religiosität. Nach Schlaffer gipfelt der Aufschwung der deutschen Literatur in der „Ersetzung der Religion durch die Kunst“. Ausgangspunkt ist dabei nicht die Religion allgemein, sondern speziell der Protestantismus. Das protestantische Pfarrhaus hat die Funktion eines Ausbildungswegs für seine Kinder (bei den Katholiken gibt es auf Grund des Zölibats kein Gegenstück). Im 18. Jahrhundert sind die Mehrzahl der deutschen Schriftsteller Protestanten. Erst um 1800 treten katholische Autoren hervor (Brentano, Eichendorff). Erst um 1900 ist ein Gleichgewicht zwischen Protestanten und Katholiken erreicht. An das protestantische Pfarrhaus schließt sich im Ausbildungsweg die protestantische Universität an (Halle, Göttingen, Jena), die ein fehlendes Zentrum in Deutschland ersetzen. Aus der Welt der Universität leiten sich einige wichtige Motive der damaligen Dichtung ab: die Rolle des Studenten; das Motiv des negativ gesehenen Philisters/Spießers erschließt sich erst aus der studentischen Perspektive; das studentische Motiv vom Wandern.
Literatur als Religionsersatz. Die neue poetische Sprache, die in Deutschland um die Mitte des 18. Jahrhunderts aufkam, kann man aus der Tradition des protestantischen Glaubens, speziell aus dem Pietismus ableiten (Zentralbegriff: Herz). Der Aufstieg der deutschen Literatur vollendet sich mit der „Ersetzung der Religion durch die Kunst“. Dabei verstecken die Dichter zunehmend die Vorstellungen, die an die christliche Religion erinnern, hinter den Bildern des griechischen Mythos. In keiner anderen europäischen Kultur ist im 18./19. Jahrhundert der Griechenland-Enthusiasmus größer als in Deutschland (Winckelmann, Schiller, Goethe, Hölderlin), weil er hier bei den Gebildeten an die Stelle der Religion tritt. Die Dichtung handelt von den letzten Dingen, für die eigentlich die Religion zuständig wäre. Der Wortschatz der Dichtung um 1800 macht verschwenderischen Gebrauch der Nomina und Adjektive: Seele, Ewigkeit, Unsterblichkeit, Unendlichkeit, göttlich, heilig. Aber der poetische Idealismus war begrenzt. Der geschichtliche Höhepunkt der deutschen Literatur konnte nur kurze Zeit währen, weil er auf einer »Übertreibung und Überschätzung des Zuständigkeitsbereichs der Literatur beruhte«.

### 19. Jahrhundert: Stagnation
Europäischer Kontext. Der Epochenname „Klassik“ wurde zuerst in einigen Literaturgeschichten aus dem 19. Jahrhundert gebraucht, um den Stolz zu dokumentieren, dass die deutsche Literatur im Wettstreit der Nationen mit den übrigen europäischen Ländern gleich gezogen hatte. Die deutschen Klassiker wurden zu überlebensgroßen Denkmalfiguren hinaufstilisiert, die im Glanz der Klassikerausgaben erstrahlen. Übergroß erschien die deutsche Literatur des 18. Jahrhunderts den „Epigonen“. Die nachfolgende Generation wird gewahr, dass ihre intellektuellen Leistungen nicht auf der Höhe der früheren Epoche stehen. Der geschichtliche Höhepunkt der deutschen Literatur währte nur kurze Zeit. Schon mit dem Realismus und Naturalismus, die in Deutschland 20 Jahre später einsetzen als in Frankreich und England, fällt Deutschland wieder in seine alte Rolle der kulturellen Verspätung zurück.
Literatur.
Dem Welterfolg französischer, englischer und russischer Romane aus dieser Zeit steht ein Misserfolg deutscher Romane bei der internationalen Leserschaft gegenüber. Während französische und englische Romane sich durch spannende Handlung, Liebesgeschichten, Bilder der Zeit und ihrer Gesellschaft auszeichnen, leiden deutsche Romane an einem „Mangel an Unterhaltsamkeit“: Erinnerungen an die Kindheit, Erörterungen von Ideen, Beschreibungen von Orten und Zuständen der Einsamkeit, Einweihung in Lebensstufen. Auch dieser Zug ist nach Schlaffer aus dem Verhaftetsein der Deutschen in der Religion abzuleiten. Der Ernst in der deutschen Literatur rührt von dem Ernst her, den einst die Theologie dem poetischen Spiel entgegengesetzt hatte. Von daher rührt auch der deutsche Typus des reflektierenden, philosophierenden Schriftstellers. Aus dem hohen Begriff von Kunst/Literatur erklären sich auch andere Eigenheiten der deutschen Kultur: Literatur als „reine Unterhaltung“ bzw. als „literarische Technik“ konnte sich in Deutschland nie richtig durchsetzen; die Deutschen haben ein problematisches Verhältnis zur Rhetorik. Die Herkunft der Literatur als Religionsersatz zeigt sich in Deutschland auch an einem Publikumsverhalten, das bis ins 20. Jahrhundert fortwirkt: Die Kunst-Verehrer als „Gemeinde“; die Orte der Kunst (Theater, Konzertsaal, Museum) sind keine Orte der Unterhaltung, sondern dienen der inneren Sammlung; die Kunst-Aufführungen ähneln einem Gottesdienst; Publikumsverhalten: festliche Kleidung, Feierlichkeit, Ergriffenheit. Die progressivsten Tendenzen in der Literatur des 19. Jahrhunderts waren nach Schlaffer die Ideologiekritik in den frühen Schriften von Karl Marx und der Bruch mit den literarischen Konventionen im Werk Georg Büchners. Die zweite Hälfte des 19. Jahrhunderts steht nach Schlaffer unter dem Zeichen der Stagnation. Bis ins Physische hinein ist in der zweiten Hälfte des 19. Jahrhunderts eine Vergreisung der deutschen Eliten zu spüren. Alte Männer bestimmen die deutsche Politik (Bismarck, Wilhelm I.), die deutsche Gelehrtenwelt (Ranke, Mommsen), den deutschen Roman (Keller, Raabe, Fontane).

### 20. Jahrhundert: 2. Höhepunkt und Ende

#### 1900–1950: Zweiter Höhepunkt
Folgende Schriftsteller gehören zum Kanon der „klassischen Moderne“: Schnitzler, Hofmannsthal, Karl Kraus, Joseph Roth, Musil, Broch, Rilke, George, Borchardt, E. Jünger, R. Walser, Kafka, Trakl, Benn, Th. Mann, Döblin, Brecht, Benjamin. Der Auftritt der modernen Literatur ist an eine überraschende Topographie gebunden, an zwei Städte, Wien und Prag, beides katholische Städte mit einer jüdischen Minderheit. Die Hälfte der genannten Schriftsteller sind Juden. Nach Schlaffer ist die Konstellation um 1900, der Katholiken und Juden, vergleichbar mit der Konstellation um 1750: „Noch einmal macht sich, nun im regionalen Maßstab, der im 18. Jahrhundert wirksame Effekt einer Verspätung bemerkbar, der das intensive Bedürfnis nach einem eiligen Aufholen auslöst“.
Die Verspätung beruht bei Katholiken und Juden auf einer unterschiedlichen Vorgeschichte. Bayern und Österreich, die wichtigsten katholischen Staaten im Deutschen Reich, waren auf der Landkarte der deutschen Literatur vom 16. bis zum 19. Jahrhundert leere Flächen: Verbot und Zensur von Büchern aus protestantischen Ländern; noch 1794 wurden in Passau die Werke Klopstocks, Goethes und Schillers konfisziert. Solche Restriktionen steigerten dann jedoch den Aufholbedarf. Der Eintritt der Juden in die deutsche Literatur verlief anders. Um 1800 wurden als Folge der Französischen Revolution die juristischen und politischen Restriktionen gegen Juden aufgehoben, wodurch auch der Unterricht an jüdischen Schulen zu weltlichen Gegenständen überging. Der Wunsch der Juden nach Integration in die deutsche Gesellschaft äußerte sich darin, dass sie den Kanon der klassischen deutschen Literatur zum Ideal überhöhten. Das Bekenntnis zur deutschen Bildung nahm bei der führenden Schicht der Juden den Charakter einer religiösen Überzeugung an. Sie glaubten an diese für sie neue Kultur als wäre sie eine Religion. Was alle diese Autoren, Katholiken wie Juden, erstrebten, war eine Wiederholung und Fortsetzung der klassisch-romantischen Epoche der deutschen Literatur. Doch eine Wiederkehr des klassischen Zeitalter musste Illusion bleiben: Von daher das Thema des Untergangs, des Verfalls, des Abschieds. Da die poetische Darstellung von Zusammenbrüchen den politischen seit 1914 vorausging, interpretiert Schlaffer den Vorgang als „ästhetische Katastrophe“, die erst nachträglich politisch ausgelegt wurde.

#### Nach 1950: Geschwächter Fortgang
Es besteht nach Schlaffer ein allgemeiner Konsens von kompetenten Lesern, Kritikern und Literarhistorikern, dass die Literatur seit 1950 Schwächen aufweist (oder die repräsentativen Autoren wurden noch nicht entdeckt). Die Gründe für den Niedergang der Literatur liegen in der für Deutschland typischen Diskontinuität: Der Nationalsozialismus brachte in Deutschland alle vorausgehenden Geisteshaltungen, die jüdische, die marxistische, die liberale und die christliche zum Verstummen. Die Schriftsteller müssen für die politischen Sünden des Nationalsozialismus mit Qualitätsverlust büßen. Schlaffer fasst die Negativpunkte, die das eigentliche dichterische Vermögen blockieren, unter der Bezeichnung „offener wie verdeckter Moralismus“ zusammen: Negativer Einfluss der Umerziehung (Reeducation) nach 1945 (Überprüfung auf moralisch-politische Zuverlässigkeit); die deutschen Schriftsteller seien engagierte Publizisten mit literarischen Ambitionen; sie fühlten sich auf eine soziale und sittliche Aufgabe verpflichtet; sie fühlten sich zum politischen Engagement verpflichtet; viele Gedichte, Stücke, Erzählungen lesen sich wie dichterisch verkleidete Zeitungsartikel. Von Schlaffers hohem Dichtungsbegriff aus gesehen sind dies alles Negativpunkte. Fazit Schlaffer: Die deutsche Literatur nach 1950 kann sich weder mit der zeitgenössischen Literatur anderer Länder noch mit der klassischen Literatur der eigenen Vergangenheit messen.

## Rezeption
Schlaffers Buch war ein Verkaufserfolg und löste zugleich eine heftige Debatte im deutschsprachigen Feuilleton und innerhalb der Germanistik aus. Während der Essay von Ulrich Raulff in der Süddeutschen Zeitung und von Hanno Helbling in der Neuen Zürcher Zeitung mehrheitlich gelobt wurde, bezeichnete es Jochen Hörisch als Schlaffers „schlechteste[s] Buch“, es reihe nur „eine bekannte Banalität an die andere“: „Schlaffers Essay ist ähnlich blind – und zwar genau in dem Maße, in dem er von der Attitude lebt, etwas zu sehen, was bislang nicht gesehen wurde, [...] [A]us Trivialitäten, aus der Kunst der Ignoranz und aus schlichten Falschheiten mischt er sich seine Geschichte der deutschen Literatur zusammen, die immerhin 158 Seiten zu lang ist.“ Eva Geulen hält fest, dass die „Menge der überwiegend kritischen Reaktionen“ auf Schlaffers Buch inzwischen so angewachsen sei, „dass die Debatte um das Buch mehr Seiten füllen dürfte als dieses selbst“, kann die Aufregung jedoch nicht ganz nachvollziehen. Sie teilt die kritischen Stimmen in zwei Gruppen auf: die eine Gruppe kritisiere Schlaffers Kanon der gültigen Texte und Autoren, ohne den Kanon an sich zu hinterfragen, die andere Schlaffers Literaturbegriff und seine Qualitätskriterien.
Im März 2004 wurde in Südafrika ein literaturwissenschaftlicher Kongress veranstaltet, der Schlaffers These vom „verschlafenen 19. Jahrhundert“ in der deutschen Literatur nachging und diese zu widerlegen suchte.
Schlaffers Buch wurde bislang ins Französische, Japanische, Chinesische, Koreanische, Serbische und Slowenische übersetzt.

## Textausgaben
- Heinz Schlaffer: Die kurze Geschichte der deutschen Literatur. Hanser, München; Wien 2002, ISBN 978-3-446-20149-1.
  - Taschenbuchausgabe: Die kurze Geschichte der deutschen Literatur. dtv, München 2003, ISBN 978-3-423-34022-9.
  - Französische Übersetzung: La brève histoire de la littérature allemande. Übersetzt von Marianne Rocher-Jacquin, Daniel Rocher. Éditions de la Maison des sciences de l’homme, Paris 2004, ISBN 2-7351-1024-9.
  - Japanische Übersetzung: Doitsu bungaku no mijikai rekishi. Übersetzt von Josef Fürnkäs mit Masato Izumi, Haruki Yasukawa. Nachwort und Erläuterungen von Josef Fürnkäs. Tokio 2008, ISBN 978-4-8102-0065-2.

## Rezensionen (Auswahl)
- Ulrich Raulff. In: Süddeutsche Zeitung, 26. Februar 2002.
- Kurt Wölfel: Von deutscher Kunst. Zur Verteidigung Heinz Schlaffers. In: Süddeutsche Zeitung, 12. März 2002. online
- Hanno Helbling: «Viel wird geforscht, wenig gelesen». Heinz Schlaffers «Kurze Geschichte der deutschen Literatur». In: Neue Zürcher Zeitung, 14. März 2002, S. 65.
- Hans-Jürgen Schings: Was wir brauchen? Pietistische Pfarrerssöhne! Einstürzende Altbauten, Abriß der Moderne: Heinz Schlaffers Literaturgeschichte. In: Frankfurter Allgemeine Zeitung, 19. März 2002. online
- Cord Backhaus. In: Die Zeit, 21. März 2002.
- Klaus Siblewski: Antiquiert: Heinz Schlaffers kurze Literaturgeschichte. In: die tageszeitung, 10. April 2002.
- Jochen Hörisch: Minima Banalia. Rezension zu: Heinz Schlaffer: Die kurze Geschichte der deutschen Literatur. In: literaturen, Heft 5, 2002, S. 56–58. online
- Jürgen Pelzer: Lediglich ein kurzes Vergnügen. Heinz Schlaffers Essay „Die kurze Geschichte der deutschen Literatur”. In: literaturkritik.de, 1. Mai 2002. Abgerufen am 12. Februar 2024.
- Michael Feldt: Panoramen der Literaturgeschichte als Provokation der Literaturwissenschaft? Rezension zu Heinz Schlaffer: Die kurze Geschichte der deutschen Literatur. In: Neue Beiträge zur Germanistik I, Internationale Ausgabe von Doitsu Bungaku, Heft 109, München 2002, S. 277–285. online (PDF; 540 KB)
- Eva Geulen: Provokation als Literaturgeschichte. Zu Heinz Schlaffers »Die kurze Geschichte der deutschen Literatur«. In: Kritische Ausgabe, Nr. 10, 2003, S. 63–65. online (PDF)